# كاليجة إصبعية
الكاليجة الإصبعية (الاسم العلمي:Caligus digitatus) هي نوع من القشريات تتبع جنس الكاليجة من فصيلة الكاليجات.